# 科夫林斯塔沃克
50°4′31″N 25°4′7″E / 50.07528°N 25.06861°E
科夫林斯塔沃克（烏克蘭語：Ковпин Ставок），是烏克蘭西部的村莊，隸屬利維夫州的佐洛奇夫區。該村始建於600年，面積0.86平方公里，海拔高度235米，人口230，人口密度每平方公里330.22人。